# 徐三重
徐三重（1544年—1621年），字伯同，學者稱鴻洲先生。南直隸松江府華亭縣人。晚明學者、政治人物。

## 生平
隆慶元年（1567年）丁卯科應天鄉試第三十七名舉人，萬曆二年（1574年）甲戌科會試中式，未殿试，五年（1577年）丁丑科進士，官刑部主事，在任三年，謝病歸鄉，家居四十餘年。卒年78歲。

## 著作
著作有《採芹録》四卷、《庸齋日記》、《信古餘論》、《牖景錄》、《徐氏家則》、《天眞齋草》諸書。

## 家族
曾祖徐奎。祖徐壽。父徐沛。母戴氏。具慶下。弟徐三德。子徐禎稷。